# San Isidro de Ramírez
San Isidro de Ramírez är en ort i Mexiko.   Den ligger i kommunen Teocaltiche och delstaten Jalisco, i den centrala delen av landet, 400 km nordväst om huvudstaden Mexico City. San Isidro de Ramírez ligger 1 879 meter över havet och antalet invånare är 327.
Terrängen runt San Isidro de Ramírez är platt åt sydost, men åt nordväst är den kuperad. Runt San Isidro de Ramírez är det ganska glesbefolkat, med 42 invånare per kvadratkilometer. Närmaste större samhälle är Villa Hidalgo, 12,6 km norr om San Isidro de Ramírez. Trakten runt San Isidro de Ramírez består i huvudsak av gräsmarker.